# Dulitana
Dulitana is een geslacht van halfvleugeligen uit de familie schuimcicaden (Cercopidae). De wetenschappelijke naam van dit geslacht is voor het eerst geldig gepubliceerd in 1939 door Lallemand.

## Soorten
Het geslacht Dulitana  is monotypisch en omvat slechts de volgende soort:
- Dulitana obscura Lallemand, 1939